# Vitis hancockii
Vitis hancockii är en vinväxtart som beskrevs av Henry Fletcher Hance. Vitis hancockii ingår i släktet vinsläktet, och familjen vinväxter. Inga underarter finns listade i Catalogue of Life.